# マルコ・タイチェヴィチ
マルコ・タイツェヴィッチ（Marko Tajčević、1900年1月29日 - 1984年7月19日）は、セルビアの作曲家、教育者、音楽評論家である。

## 生涯と教育
タイツェヴィッチは、1900年1月29日に現在のクロアチア・オシエクに生まれた。音楽教育はザグレブ、プラハで受け、さらにウィーンでは著名な作曲家であるヨーゼフ・マルクスに師事した。

## 経歴と業績
彼は初期にザグレブで音楽教師および音楽評論家として活動した。1950年から1966年にかけてはベオグラード大学で音楽理論の教授を務め、後進の指導にあたった。教育者としての側面だけでなく、音楽学の分野においても貢献しており、『一般音楽学』（1949年）や『対位法』（1958年）といった著作を発表している。

## 音楽スタイルと主要作品
タイツェヴィッチの作品は、後期ロマン派の伝統と南スラヴの民謡を基盤としている。しかし、単なる伝統の踏襲に留まらず、自由で現代的な要素を積極的に取り入れている点が特徴である。彼の代表的な作品には以下のものがある。
- 7つのバルカン舞曲（1927年）
- ヴァリエーションズ（1950年）
- ソナチネ（1953年）
- 5つの前奏曲（1958年）
- 2つの小組曲（1958年）
- セルビア舞曲（1959年）

## 文献
- Zdravko Blažeković: Tajčević, Marko. In: Die Musik in Geschichte und Gegenwart. 2. Ausgabe, Personenteil, Band 16, 2006
- Stana Duric-Klajn, Roksanda Pejović: Tajčević, Marko. In: The New Grove Dictionary of Music and Musicians. 2. Ausgabe, Band 25, 2001
- Delo i delatnost Mihaila Vukdragovića i Marka Tajčevića. Zbornik radova sa naučnog skupa održanog 13. i 14. decembra 2000, povodom 100-godišnjice rođenja dvojice kompozitora (Werk und Wirken von Mihail Vukdragović und Marko Tajčević. Bericht zum wissenschaftlichen Kongress am 13. und 14. Dezember 2000 anlässlich des 100. Geburtstages der beiden Komponisten), hrsg. von der Serbischen Akademie der Wissenschaften und Künste, Bearbeiter: Dejan Despić, 2004, ISBN 86-7025-360-7